# Paris When It Sizzles
Paris When It Sizzles (bra: Quando Paris Alucina; prt: Quando Paris Delira) é um filme estadunidense de 1964, do gênero comédia romântica, dirigido por Richard Quine, com roteiro de George Axelrod baseado no roteiro escrito por Julien Duviviver e Henri Jeanson para o filme La fête à Henriette (1952).

## Sinopse
Escritor sem inspiração refugia-se na bebida para não encarar a tarefa de roteirizar um filme de Hollywood. Para apressá-lo e ajudá-lo, a produtora envia uma secretária.

## Elenco
- William Holden .... Richard Benson / Rick
- Audrey Hepburn .... Gabrielle Simpson / Gaby
- Noel Coward .... Alexander Meyerheim
- Tony Curtis .... Philippe
- Grégoire Aslan .... policial Gilet
- Raymond Bussières .... François
- Christian Duvaleix .... maître
- Mel Ferrer .... sr. Hyde
- Marlene Dietrich
- Michel Thomass
- Dominique Boschero
- Evi Marandi